# Francisco Amat
Francisco Amat Fontanals (* 21. März 1943 in Terrassa) ist ein ehemaliger spanischer Hockeyspieler.

## Karriere
Francisco Amat gewann bei den Mittelmeerspielen in Neapel 1963 mit der spanischen Nationalmannschaft die Silbermedaille hinter den Ägyptern.
1964 bei den Olympischen Spielen in Tokio erreichten die Spanier in der Vorrunde den zweiten Platz hinter der indischen Mannschaft. Im Halbfinale unterlagen die Spanier der Mannschaft Pakistans. Im Spiel um den dritten Platz verloren sie gegen die Australier mit 2:3. Francisco Amat war mit acht Treffern der erfolgreichste Torschütze seiner Mannschaft.
1968 bei den Olympischen Spielen in Mexiko-Stadt belegten die Spanier in der Vorrunde den vierten Platz in ihrer Gruppe. Im Platzierungsspiel um den fünften Platz unterlagen die Spanier der niederländischen Mannschaft mit 0:1 nach Verlängerung. Bei seiner dritten Olympiateilnahme 1972 in München belegten die Spanier wie vier Jahre zuvor den vierten Platz in ihrer Vorrundengruppe. In den Platzierungsspielen erreichten sie den siebten Platz.
Francisco Amat spielte in der spanischen Liga für den Club Egara aus Terrassa. Für diesen Verein spielten auch seine Brüder Pedro Amat, Jaime Amat und Juan Amat, die alle ebenfalls an Olympischen Spielen teilnahmen. Franciscos Sohn Pol Amat nahm fünfmal an Olympischen Spielen teil.